# Kopenhagen
 Ovo je glavno značenje pojma Kopenhagen. Za druga značenja pogledajte Kopenhagen (razdvojba).
Kopenhagen (danski København, od "Købmandshavn" – trgovačka luka) je glavni i najveći grad Danske.

## Zemljopis
Kopenhagen leži na istočnoj obali otoka Zeland (dan. Sjælland) i dijelom na otoku Amager. Od godine 2000. Øresundskim mostom spojen je sa švedskim gradom Malmöm. Na užem gradskom području živi više od 600 tisuća ljudi, a u cijeloj gradskoj aglomeraciji više od 1,3 milijuna.

## Povijest
Kopenhagen su oko 1000. godine osnovali danski kralj Sven I. i njegov sin Knut II. Veliki. Do polovice 12. stoljeća bio je malo ribarsko mjesto, a na važnosti je počeo dobivati 1167. godine, kada je postao biskupsko sjedište. Odlična prirodna luka pogodovala je razvoju trgovine i obrta i dala ime gradu. Grad je u tom razdoblju bio izložen napadima Hanzeatske lige, a 1254. je dobio gradska prava te 1536. postao prijestolnicom Danskog kraljevstva.
Kip Male sirene, koji je simbol Kopenhagena, izložen je od 1913. godine na stijeni pored vode na šetalištu Langelinie u Kopenhagenu.

## Promet
Kopenhagen je najveća danska luka s brodskim vezama sa Švedskom, Norveškom, Njemačkom, Poljskom i Velikom Britanijom. Na otoku Amager nalazi se jedna od najvećih europskih i najveća skandinavska zračna luka – međunarodni
aerodrom Kastrup. Otok Sjælland spojen je s kopnom nizom mostova preko kojih vode željezničke i cestovne veze Kopenhagena s ostatkom Danske i Europe.

## Osobe povezane s Kopenhagenom
- Hans Christian Andersen, pisac
- Niels Bohr, fizičar
- Tycho Brahe, astronom
- Nicolai Grundtvig
- Ludvig Holberg
- Søren Kierkegaard
- Michael Laudrup
- Jussi Adler-Olsen, pisac
- Arne Jacobsen, dizajner
- Mads Mikkelsen, glumac

## Znanost
U gradu djeluju 4 sveučilišta: Sveučilište u Kopenhagenu, Copenhagen Business School (CBS), Technical University of Denmark (DTU)], IT University of Copenhagen.

## Gradovi prijatelji
- Pariz, Francuska
- Reykjavik, Island
- Prag, Češka
- San Francisco de Campeche, Meksiko

## Vanjske poveznice
- Službena stranica (dan.) (engl.)
- Vodič kroz Kopenhagen (engl.) (šved.)

### Ostali projekti
|  | Zajednički poslužitelj ima još gradiva o temi Kopenhagen |